# Île Xiachuan
L'île Xiachuan (en chinois : 下川岛) est une île dans le Guangdong en République populaire de Chine, située près de l'île de Sancian.

## Transports
Elle est liée au continent par ferry, destination prisée des touristes.